# Ángel Requena
Ángel Requena Fraile (Mérida, 1952) es un político de la Comunidad de Madrid. Fue alcalde de San Sebastián de los Reyes entre 1994 y 2003.

## Trayectoria política
Requena nació en Mérida en 1952. De niño se trasladó a Madrid con su familia, que emigró a la capital buscando trabajo. Durante los años setenta participó activamente en el movimiento universitario de oposición al franquismo. Se licenció en Ciencias Físicas y en 1971 ingresó en el Partido Comunista de España. En 1982 estableció su residencia en San Sebastián de los Reyes, donde se convirtió en uno de los líderes locales de Izquierda Unida.
En las elecciones municipales de 1991 fue el cabeza de lista de IU en el ayuntamiento de San Sebastián de los Reyes. Su lista fue la tercera más votada, obteniendo cinco concejales, por ocho del PP y 10 del PSOE. En 1994, el alcalde socialista de la localidad, que gobernaba en minoría, dimitió para ocupar un puesto en el Consejo Superior de Deportes. Contra pronóstico, Requena fue elegido alcalde por la corporación municipal, al recibir el candidato de IU también los votos del PP, deseoso de que el candidato socialista perdiera la alcaldía.
En las siguientes elecciones municipales, en 1995, Requena encabezó de nuevo la candidatura de IU, consiguiendo doblar su representación, que pasó a 10 concejales, y empatando con el candidato del PP. Requena mantuvo la alcaldía gracias a los votos de los cinco concejales socialistas, gobernando inicialmente en minoría. La legislatura se caracterizó por una gran inestabilidad, tanto dentro de su formación como dentro del PSOE. Ambos partidos llegaron a formalizar un pacto que apenas duró unos meses (marzo a junio de 1997).
Las relaciones de Requena con su partido se deterioraron durante la crisis que afectó a IU durante los años 1997 y 1998. Tras la asistencia de Requena a la fiesta de Treball organizada por Iniciativa per Catalunya, que se había desvinculado de IU entre graves tensiones, IU decidió expulsar a Requena en junio de 1998. En diciembre de 1998 una parte importante de la organización de IU en San Sebastián de lor Reyes funda Izquierda Independiente-Iniciativa por San Sebastián de los Reyes, formado con concejales tránsfugas tanto de IU como del PSOE, con Requena como líder. Entre los motivos de esta escisión se encontró la negativa de la dirección regional de IU de permitir a Ángel Requena concurrir a las primarias de IU para elegir candidato a alcalde como independiente. En la última parte de la legislatura, el equipo de gobierno llegó a estar formado únicamente por cuatro concejales frente a los 21 de la oposición.
En las elecciones municipales de 1999 Requena, al frente de Izquierda Independiente, obtuvo 7 concejales. Asimismo, el PP obtuvo 10 concejales, 6 el PSOE y 1 IU. Tras un pacto de gobierno con el PSOE, Ángel Requena se alzó con la alcaldía. Unos meses después, IU se incorporaría al gobierno municipal.
En 2001, su partido se incorporó a Los Verdes - Izquierda de Madrid, una coalición que integraba además a Los Verdes de Madrid, Izquierda Madrileña, Plataforma de Izquierdas de Coslada, Partido Rojiverde de Alcorcón, Izquierda Democrática de Pinto, Los Verdes-Grupo Verde y Foro Verde, así como a militantes provenientes del movimiento ecologista y del Partido Democrático de la Nueva Izquierda. En las elecciones de 2003, Requena fue el candidato de Los Verdes - Izquierda de Madrid a la presidencia de la Comunidad de Madrid. Su candidatura levantó cierta polémica dentro de los movimientos ecologistas y animalistas, al haber promovido como alcalde de San Sebastián de los Reyes el Proyecto Minotauro, una iniciativa para promover los encierros taurinos (de la que también formaban parte Pamplona o Cuellar). Finalmente, su lista fue la cuarta más votada, con 42.322 votos (1,38%), pero no obtuvo representación. Por otra parte, Requena había renunciado a encabezar de nuevo la lista de su partido a la alcaldía de San Sebastián de los Reyes, pasando a ocupar el segundo puesto. Izquierda Independiente obtuvo cuatro concejales, lo que le permitió a Requena revalidar su acta de concejal.
Tras el tamayazo y la repetición de las elecciones, Requena mostró su apoyo a Izquierda Unida, lo que causó la irritación de las fuerzas ecologistas.
En 2005 abandonó la política para dedicarse a la docencia en Melilla.